# Open de squash d'Écosse
L'Open de squash d'Écosse ou Scottish Open est une compétition de squash organisée en septembre, à Inverness (Écosse). Le tournoi se tient chaque année depuis 1974 avec une longue interruption entre 1991 et 2001. Le tournoi comporte à son palmarès des noms prestigieux comme Jahangir Khan ou Susan Devoy.

## Palmarès
| Année | Hommes                                                   | Femmes                                                   |
| ----- | -------------------------------------------------------- | -------------------------------------------------------- |
| 1974  | Aftab Jawaid                                             | Alex Cowie                                               |
| 1975  | Alan Colburn                                             | Teresa Lawes                                             |
| 1976  | Mike Donnelly                                            | Sue Newman                                               |
| 1977  | Dean Williams                                            | Sue Cogswell                                             |
| 1978  | Frank Donnelly                                           | Irene Hewitt                                             |
| 1979  | Glen Brumby                                              | Rhonda Thorne                                            |
| 1980  | Zahir Hussein Khan                                       | Vicki Hoffmann                                           |
| 1981  | Karimullah Khan                                          | Vicki Hoffmann                                           |
| 1982  | Craig Blackwood                                          | Margaret Zachariah                                       |
| 1983  | Trevor Wilkinson                                         | Robyn Blackwood                                          |
| 1984  | Neil Harvey                                              | Susan Devoy                                              |
| 1985  | Chris Robertson                                          | Susan Devoy                                              |
| 1986  | Ashley Naylor                                            | Liz Irving                                               |
| 1987  | Mark Maclean                                             | Susan Devoy                                              |
| 1988  | Frank Ellis                                              | Liz Irving                                               |
| 1989  | Mark Maclean                                             | Shirley Brown                                            |
| 1990  | Pas de compétition                                       | Pas de compétition                                       |
| 1991  | Jahangir Khan                                            | Pas de compétition                                       |
| 2001  | Peter Nicol                                              | Pas de compétition                                       |
| 2019  | Edmon López                                              | Lucy Turmel                                              |
| 2020  | annulé à cause de la pandémie de Covid-19 au Royaume-Uni | annulé à cause de la pandémie de Covid-19 au Royaume-Uni |
| 2021  | Sébastien Bonmalais                                      | Georgina Kennedy                                         |